# Pruská vojenská akademie
Pruská vojenská akademie (Preußische Kriegsakademie), známá též jako Pruská válečná akademie, byla důstojnická škola a štábní přípravka v Pruském království.

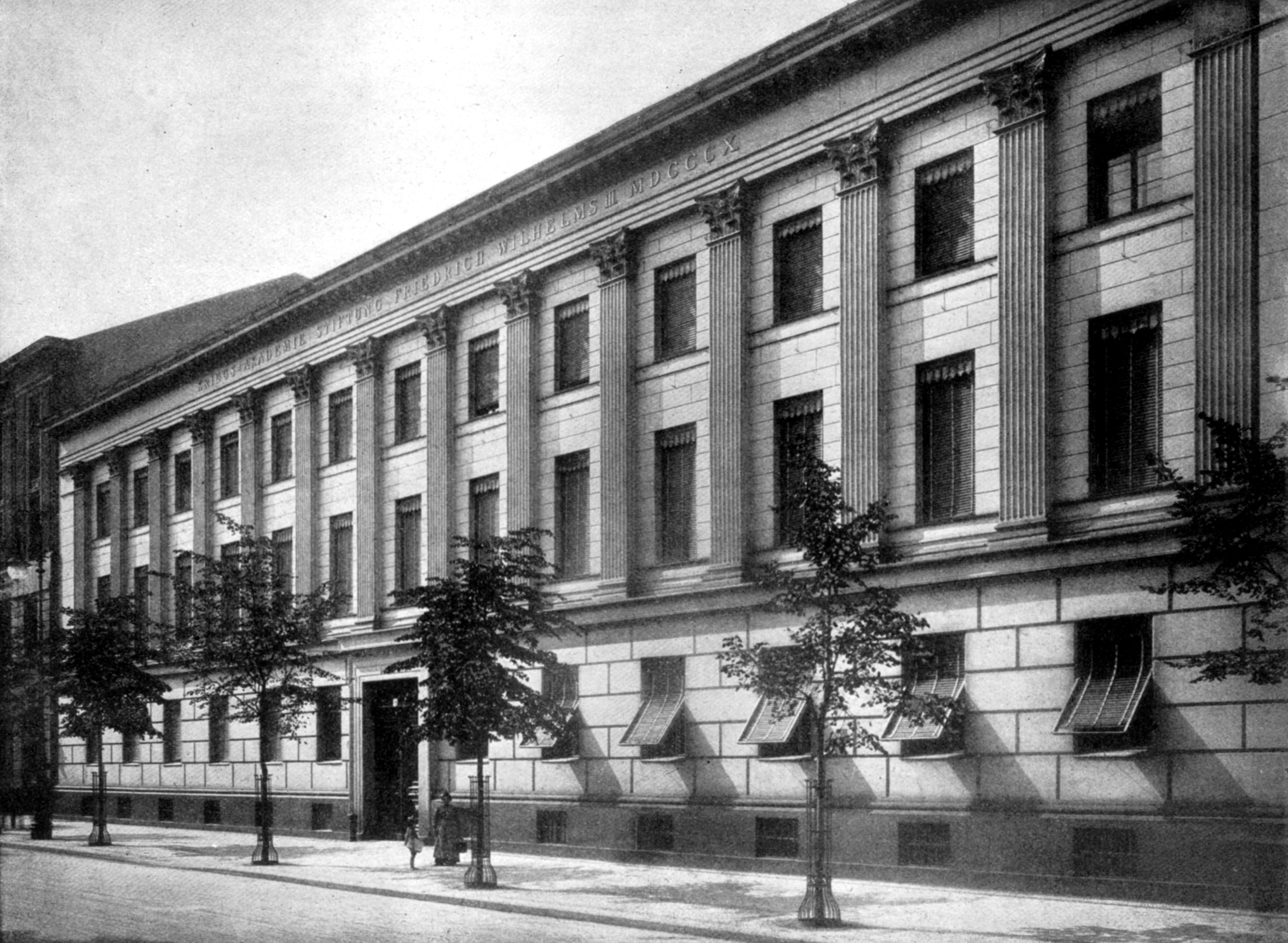
Průčelí budovy akademie na ulici Unter den Linden 74, Berlín.

Školu oficiálně založil Gerhard von Scharnhorst 15. října 1810 v Berlíně, navazoval při tom ale na dříve existující Akademii pro mladé důstojníky pěchoty a jezdectva, jíž byl sám absolventem. Po první světové válce prošla škola restrukturalizací a po druhé světové válce byla oficiálně rozpuštěna v rámci spojeneckých dohod o potlačení ideologicky zprofanovaného pruského dědictví. Soudobým nástupcem je Führungsakademie der Bundeswehr, velitelská akademie Bundeswehru, která školí jak vlastní důstojníky, tak příslušníky sil NATO.
Absolvování akademie bylo podmínkou pro službu v pruském a později německém generálním štábu. Z jejích bran vyšli takoví důstojníci, jakými byli například vojenský teoretik Carl von Clausewitz, hrdinové bojů za sjednocení Německa polní maršálové von Steinmetz a von Blumenthal, nebo světově uznávaný stratég Helmuth von Moltke starší.
Zajímavostí je, že ačkoli Spojené státy americké pro svou armádu široce adoptovaly německé vojenské teorie (první spojeneckou armádu vycvičil na Washingtonovu žádost pruský generál Friedrich Wilhelm von Steuben, jehož metodika je dodnes používána), pouze jeden důstojník se stal absolventem této instituce. Čtyřhvězdičkový generál Albert Coady Wedemeyer, za války náčelník generálního štábu spojeneckých sil v jihovýchodní Asii a později zastánce slavného leteckého mostu pro Berlín, byl vyslán na Kriegsakademie jako plukovník v roce 1936 a absolvoval v roce 1938 - stal se tak předním spojeneckým odborníkem na německou taktiku a strategii.
Budovu akademie, která dnes patří mezi oblíbené berlínské turistické atrakce, navrhl a postavil mezi lety 1825 a 1845 pruský architekt Karl Friedrich Schinkel.